# I Am David
I Am David är en film från 2003 regisserad av Paul Feig. Den är baserad på romanen I Am David av den danska barnboksförfattaren Anne Holm. Filmen handlar om 12-årige David som sju år efter andra världskriget ensam flyr från ett kommunistiskt koncentrationsläger i Bulgarien med instruktioner att fly till Danmark. David spelas av Ben Tibber och hans vän i koncentrationslägret Johan spelas av Jim Caviezel. Mamman spelas av den svenska skådespelerskan Marie Bonnevie.

## Rollista
| Ben Tibber          | – David             |
| Jim Caviezel        | – Johannes          |
| Joan Plowright      | – Sophie            |
| Hristo Shopov       | – Mannen            |
| Silvia De Santis    | – Elsa              |
| Paco Reconti        | – Giovanni          |
| Roberto Attias      | – Baker             |
| Francesco De Vito   | – Roberto           |
| Paul Feig           | – Amerikansk man    |
| Lucy Russell        | – Amerikansk kvinna |
| Maria Bonnevie      | – Davids mamma      |
| Viola Carinci       | – Maria             |
| Marin Jivkov        | – Cecha             |
| Robert Syulev       | – Angelo            |
| Alessandro Sperduti | – Carlo             |